# Pepper&Carrot
Pepper&Carrot — веб-комикс французского художника Давида Ревуа с открытым исходным кодом и бесплатным распространением. Благодаря осуществляемому добровольцами переводу более чем на 20 языков и отказу автора от насильственной и взрослой тематики позиционируется как подходящий для всех. Главными героями комикса являются подросток-ведьма и её кот. В оригинале ведьмочку зовут Pepper (Перец), а кота — Carrot (Морковка). В русском переводе, публикующемся на авторском сайте, для соответствия грамматического рода имен и пола героев, их зовут Перчинка и Морквик соответственно; в других переводах используются и оригинальные имена в различных сочетаниях.
Каждый выпуск комикса представляет собой короткую историю из жизни Перчинки и Морквика в мире, похожем на реальный, но с работающей магией и населённым, помимо людей, различными фантастическими существами (драконами, феями и т. п.). По авторскому замыслу, в каждом пятом выпуске вообще не содержится реплик — соответственно, они не нуждаются в переводе.
Комикс создаётся исключительно при помощи свободного программного обеспечения, такого как Krita и Inkscape, с доступностью исходных файлов для загрузки. Сам комикс распространяется по лицензии Creative Commons Attribution 4.0. Автор стремится изменить индустрию комиксов, исключив промежуточные шаги в производственном процессе. Финансирование создания комикса осуществляется на добровольной основе на краудфандинговых платформах Patreon и liberapay.
В 2016—2017 году французское издательство Glénat выпустило комикс в бумажном виде. Автор консультировал издательство по вопросам цветов и качества печати. Публикация никак не сказывается на лицензионном статусе выпусков, размещенных на авторском сайте, это решение было неоднозначно встречено в профессиональных кругах.
В 2017 году 6-й эпизод комикса был анимирован.